# SHG-Kliniken Völklingen
Die SHG-Kliniken Völklingen sind ein Krankenhaus in der saarländischen Stadt Völklingen.

## Geschichte
Die Klinik in Völklingen war anfänglich ein Werkskrankenhaus der Völklinger Hütte und wurden später zu einem Allgemeinkrankenhaus (als Hüttenkrankenhaus bezeichnet) ausgebaut. 1965 ging die Trägerschaft auf den Landkreis Saarbrücken über, später dann auf den Stadtverband Saarbrücken, den Rechtsnachfolger des Landkreises. 1990 erfolgte mit dem Übergang auf die gemeinnützige Saarland-Heilstätten GmbH die Privatisierung des Hospitals.
Seit 1965 erfolgte eine Spezialisierung und Erweiterung des Krankenhauses. Aus der allgemeinen Inneren Medizin wurde die Kardiologie abgetrennt. Am 1. April 1991 wurde das Herzzentrum Völklingen gegründet.
Auf Beschluss des Trägers wurde das Herzzentrum Völklingen 2006 in Herzzentrum Saar umbenannt, um den überregionalem Charakter der Institution in der Namensgebung auszudrücken.
Neben dem Herzzentrum bestehen folgende weitere Fachbereiche:
- Allgemeine Innere Medizin
- Innere Medizin, Schwerpunkt Pneumologie
- Psychiatrie
- Urologie, Kinderurologie, urologische Onkologie
- Nephrologie und Dialyse
- Anästhesie und operative Intensivmedizin
- Radiologie

## Herzzentrum Saar
Das Herzzentrum Saar besteht aus der Medizinischen Klinik I mit den Schwerpunkten Kardiologie, Angiologie und Internistische Intensivmedizin, der Klinik für Herz-, Thorax und Gefäßchirurgie, die sich beide am Standort in Völklingen befinden und der Fachklinik für Frührehabilitation und Rehabilitation in Quierschied. Das Zentrum hat ein regionales Einzugsgebiet mit dem Saarland, ein überregionales Einzugsgebiet mit Rheinland-Pfalz und zu einem geringen Teil auch Frankreich und Luxemburg. Es werden alle diagnostischen und therapeutischen Möglichkeiten der Erwachsenenkardiologie vorgehalten; mit Ausnahme der Herztransplantation. Jährlich werden ca. 9.000 Patienten stationär und ca. 3.000 ambulant behandelt. Die jährliche Steigerungsrate der Leistungen und der Umsatzerlöse betragen seit Gründung des Herzzentrum durchschnittlich 3 bis 4 %.